# Harold Perrineau
Harold Perrineau (Brooklyn, Nova York, 7 d'agost de 1963) és un actor estatunidenc de teatre, cinema i televisió, conegut principalment pel seu paper de Link a les pel·lícules Matrix Reloaded i Matrix Revolutions, i de Michael Dawson a la sèrie de televisió Lost.

## Biografia
És sobretot conegut per la seva interpretació de Augustus Hill al fulletó televisat Oz.
Després d'haver estudiat la música i art dramàtic al Shenandoah Conservatory, Harold Perrineau Jr. debuta a la televisió: una aparició a la sèrie Fame, a continuació en un episodi del Cosby Show l'any 1989.
Un any més tard, apareix als crèdits de dos obres mítiques, The King of New York d'Abel Ferrara al cinema, i Nova York, policia judicial a la televisió. A continuació és l'aventura Les Ales del destí. Difosa a la NBC de 1991 a 1993, aquesta sèrie humanista permet al gran públic de descobrir-lo en el paper de Robert Evans. Dos anys més tard actua en el film Smoke realitzat per Wayne Wang i escrit per Paul Auster.
1996 és un any frontissa per l'actor, ja que apareix als crèdits de Blood and Wine al costat de Jack Nicholson i Michael Caine, i declama Shakespeare de memòria amb Leonardo DiCaprio i Clara Danes en l'adaptació moderna de Romeo i Julieta realitzada per Baz Luhrmann.
Perrineau s'atura a les ER l'any 1997 el temps d'un episodi, a continuació aterra a la presó el mateix any per les necessitats de la sèrie Oz. De 1997 a 2003, hi encarnarà Augustus Hill.
A continuació el 2002 vola cap a la dimensió Matrix, on interpretarà Link als dos últims lliuraments de la trilogia: Reloaded i Revolucions.
Després d'una aparició a un episodi de la primera temporada de Dead Like Me, Harold Perrineau es dirigeix el 2004 cap a una destinació desconeguda: l'illa dels supervivents de la sèrie Lost: Els Desapareguts.
Ha donat suport a Barack Obama durant la seva campanya.
És pare de tres filles: Aurora nascuda l'any 1995, Wynter nascuda l'any 2008 i Holiday nascuda l'any 2013.

## Filmografia
| Cinema | Cinema                            | Cinema               | Cinema                                               |
| Any    | Títol                             | Personatge           | Notes                                                |
| ------ | --------------------------------- | -------------------- | ---------------------------------------------------- |
| 1988   | Shakedown                         | Tommie               |                                                      |
| 1990   | King of New York                  | lladre al metro      |                                                      |
| 1995   | Smoke                             | Thomas "Rashid" Cole | Nominat a l'Independent Spirit Award al millor actor |
| 1996   | Blood and wine, laberint criminal | Henry                |                                                      |
| 1996   | Romeo + Juliet                    | Mercutio             |                                                      |
| 1997   | The Edge                          | Stephen              |                                                      |
| 1998   | Lulu on the Bridge                | Bobby Perez          |                                                      |
| 1998   | The Tempest                       | Ariel                |                                                      |
| 1999   | The Best Man                      | Julian Murch         | Nominat a l'Image Award al millor actor secundari    |
| 1999   | Macbeth in Manhattan              | The Chorus           |                                                      |
| 2000   | Woman on Top                      | Monica Jones         |                                                      |
| 2001   | Prison Song                       | oncle Cee            |                                                      |
| 2002   | On Line                           | Moe Curley           |                                                      |
| 2003   | Matrix Reloaded                   | Link                 |                                                      |
| 2003   | Matrix Revolutions                | Link                 |                                                      |
| 2007   | 28 Weeks Later                    | Flynn                |                                                      |
| 2008   | Gardens of the Night              | Orlando              |                                                      |
| 2008   | Ball Don't Lie                    | Jimmy                |                                                      |
| 2008   | Felon                             | Tinent Jackson       |                                                      |
| 2010   | 30 Days of Night: Dark Days       | Todd                 |                                                      |
| 2010   | The Killing Jar                   | John Smith           |                                                      |
| 2011   | Seeking Justice                   | Jimmy                |                                                      |
| 2012   | Transit                           | Losada               |                                                      |
| 2012   | Zero Dark Thirty                  | Jack                 |                                                      |
| 2013   | Snitch                            |                      |                                                      |
| 2013   | The Best Man Holiday              |                      |                                                      |
| 2013   | Sexy Evil Genius                  | Marvin               |                                                      |

| Televisió             | Televisió                         | Televisió            | Televisió                                                                   |
| Any                   | Títol                             | Personatge           | Episodis                                                                    |
| --------------------- | --------------------------------- | -------------------- | --------------------------------------------------------------------------- |
| 1989                  | The Cosby Show                    | Scott                | 5a temporada, episodi "Dead End Kids Meet Dr. Lotus" (Harold Perrineau Jr.) |
| 1991-1993             | I'll Fly Away                     | Robert Evans         |                                                                             |
| 1997                  | ER                                | Isaac Price          |                                                                             |
| 1997-2003             | Oz                                | Augustus Hill        | 55 episodis                                                                 |
| 2003                  | Dead Like Me                      | Aroun Levert         | 1 episodi                                                                   |
| 2004-2006, 2008, 2010 | Lost                              | Michael Dawson       | 61 episodis Guanyador de l'Screen Actors Guild Award                        |
| 2007                  | CSI                               | Rev. Rhodes          | 1 episodi                                                                   |
| 2009                  | The Unusuals                      | Detective Leo Banks  |                                                                             |
| 2010                  | CSI: NY                           | Reggie Tifford       | 6a temporada, episodi 19                                                    |
| 2012                  | Sons of Anarchy                   | Damon Pope           | 5a temporada                                                                |
| 2012                  | Wedding Band                      | Stevie               |                                                                             |
| 2013                  | Law & Order: Special Victims Unit | sospitós de violació | 14a temporada, episodi "Secrets Exhumed"                                    |